# André de Montbard
André de Montbard (1103 circa – Gerusalemme, 17 gennaio 1156) è stato un cavaliere medievale francese che divenne Gran maestro dell'Ordine templare.

## Biografia
La famiglia de Montbard proveniva Hochadel in Borgogna, e André era zio di Bernardo da Chiaravalle, essendo fratellastro della madre di Bernardo, Aletta di Montbard, consorte di Tescelino il Sauro. Egli entrò nell'Ordine nel 1129 e si recò in Palestina, dove raggiunse velocemente il grado di Siniscalco, deputato e secondo in comando al Gran Maestro. Dopo l'Assedio di Ascalona il 22 agosto 1153, André venne eletto Gran Maestro per rimpiazzare Bernard de Tremelay, che era stato ucciso nel corso degli assalti alla città, il 16 agosto.
Egli morì a Gerusalemme il 17 gennaio 1156 e venne succeduto da Bertrand de Blanchefort.
| Controllo di autorità | VIAF (EN) 107946473 · LCCN (EN) n2010015615 |